# Битва за Сантьяго
Битва за Сантьяго (Разрушение Сантьяго, исп. Destrucción de Santiago) — атака индейцев на Сантьяго-де-Нуэва Эстремадура.

## Битва
В декабре 1540 года в долину реки Мапочо из Перу прибыли испанцы под предводительством конкистадора Педро де Вальдивия, впоследствии ставшего первым губернатором Чили, который 12 февраля 1541 года основал город под названием Сантьяго-де-Нуэва Эстремадура в честь Эстремадуры, родины де Вальдивии. Несколько месяцев спустя Вальдивия был вынужден отправиться на Арауканскую войну, захватив с собой значительное количество военных.
Чуть более, чем через полгода после основания города, утром в воскресенье 11 сентября 1541 года на город напали около 8 тысяч мапуче и пикунче под предводительством вождя Мичималонко. Нападающие окружили Сантьяго с четырёх сторон.
Арауканы, прячась за частоколом от выстрелов, обрушили на защитников города град стрел и камней. Испанцы смогли продержаться до восхода солнца, после чего им удалось нейтрализовать атаку, но малочисленность обороняющихся сделала передышку невозможной. Один за другим конкистадоры получали ранения. Каждый раненый солдат отходил от линии фронта, где Инес де Суарес перевязывала пострадавших, после чего те возвращались на свой пост. Индейцы, разгневанные упорным сопротивлением испанцев, подожгли близлежащие сенокосы. Защитники не могли попытаться потушить пламя, не покинув окопы, а мапуче не позволили бы им этого. Им пришлось отступить на площадь, которая стала последней и единственной точкой сопротивления.
К полудню после многих часов боя испанское сопротивление было практически подавлено. Тогда Инес де Суарес предложила, чтобы семеро заключённых касиков были обезглавлены на виду у индейцев, хотя конкистадоры видели выход в перемирии, для чего предлагали отпустить пленных. После казни Инес выехала перед солдатами на белой лошади, и воспрянувшие духом испанцы обрушились на индейцев, обратив их в бегство.
Несмотря на отступление арауканов, более половины города было уничтожено пожаром. Лишь через четыре дня войско де Вальдивии вернулось в Сантьяго.